# Mark Tonelli
Mark Lyndon Tonelli (geboren als Mark Lyndon Leembruggen am 13. August 1957 in Ipswich, Queensland) ist ein ehemaliger australischer Schwimmer. Er gewann eine Goldmedaille bei Olympischen Spielen, eine Silbermedaille bei Weltmeisterschaften sowie eine Goldmedaille und zwei Silbermedaillen bei Commonwealth Games.

## Karriere
Er wurde nach der Scheidung seiner Eltern von seinem Stiefvater adoptiert und wechselte deshalb seinen Nachnamen von Leembruggen auf Tonelli. Mit dem Schwimmsport begann er wegen eines Asthmaleidens.
Bei den ersten Schwimmweltmeisterschaften 1973 in Belgrad erreichte Tonelli das Finale über 200 Meter Rücken und belegte den sechsten Platz. 1974 gewann Tonelli seine ersten australischen Meistertitel. Bei den Commonwealth Games 1974 in Christchurch trat Tonelli in vier Wettbewerben an. Er gewann über 100 Meter Rücken und belegte über 200 Meter Rücken den zweiten Platz hinter seinem Landsmann Brad Cooper. Ebenfalls den zweiten Platz erreichten Mark Tonelli, Nigel Cluer, Neil Rogers und Michael Wenden mit fast drei Sekunden Rückstand auf die kanadische Staffel. Tonelli trat auch über 200 Meter Schmetterling an und belegte den sechsten Platz. 1975 erreichte Tonelli bei den Weltmeisterschaften in Cali zwei Endläufe. Er belegte den sechsten Platz über 100 Meter Rücken. Über 200 Meter Rücken erhielt er die Silbermedaille hinter dem Ungarn Zoltán Verrasztó. Bei den Olympischen Spielen 1976 in Montreal erreichte Tonelli das Finale über 100 Meter Rücken und schwamm auf den achten Platz. Die australische 4-mal-200-Meter-Freistilstaffel mit Tonelli verpasste den Finaleinzug mit der neuntschnellsten Zeit der Vorläufe um fast zwei Sekunden. Über 200 Meter Rücken gingen alle drei Medaillen in die Vereinigten Staaten, dahinter belegten die beiden Australier Mark Tonelli und Mark Kerry den vierten und fünften Platz.
Tonelli studierte seit 1975 an der University of Alabama. 1977 gewann er die 100 Meter Rücken bei den US Open. 1978 war Tonelli als Kapitän des australischen Teams für die Commonwealth Games 1978 vorgesehen. Nach einem Verstoß gegen die vom Trainer verhängte Ausgangssperre im Trainingslager in Hawaii wurde er suspendiert. 1979 graduierte Tonelli und kehrte nach Australien zurück. Er gewann sowohl 1979 als auch 1980 die australischen Meisterschaften über 100 Meter Freistil und über 100 Meter Schmetterling. Er engagierte sich sehr entschieden für eine Olympiateilnahme der australischen Sportlerinnen und Sportler und stand damit im Gegensatz zu Premierminister Malcolm Fraser, der sich dem Olympiaboykott der meisten westlichen Länder anschließen wollte. Letztlich durften die Mitglieder des australischen Olympiateams selbst entscheiden, ob sie teilnehmen wollten oder nicht. Tonelli trat bei den Schwimmwettbewerben in Moskau in fünf Disziplinen an. Sein erster Wettbewerb waren die 100 Meter Rücken. Er erreichte als einziger Australier das Finale und belegte den siebten Platz. Mit der 4-mal-200-Meter-Freistilstaffel schwamm er ebenfalls ins Finale, dort belegten Graeme Brewer, Mark Tonelli, Mark Kerry und Ron McKeon den siebten Platz. Tags darauf wurde die 4-mal-100-Meter-Lagenstaffel ausgetragen. Mit der schnellsten Vorlaufzeit erreichte die sowjetische Staffel das Finale vor der australischen Staffel, für die im Vorlauf Glenn Patching, Peter Evans, Mark Tonelli und Neil Brooks antraten. Im Finale schwammen für die Sowjetunion vier Schwimmer, die im Vorlauf nicht dabei waren. Bei den Australiern wurde lediglich Mark Kerry für Glenn Patching eingewechselt. Im Endlauf siegten die Australier mit 0,22 Sekunden Vorsprung vor der sowjetischen Staffel, die britische Staffel erhielt die Bronzemedaille. Zwei Tage nach dem Staffelfinale verpasste Mark Tonelli über 200 Meter Rücken als 15. der Vorläufe den Finaleinzug deutlich. Schließlich belegte Tonelli im Halbfinale über 100 Meter Freistil den zehnten Platz.
Nach seinem Olympiasieg beendete Tonelli seine Karriere als Leistungssportler. Er war in der australischen Sportadministration tätig und kommentierte in den 1980er Jahren und dann wieder in den 2000er Jahren Schwimmsportereignisse im Fernsehen. Daneben betrieb er zeitweilig eine eigene Schwimmschule und war als Immobilienmakler tätig.